# Vogon költészet
A vogon költészet a képzeletbeli vogon faj költészete, mely a Douglas Adams által írt Galaxis útikalauz stopposoknak című rádiójátékában, regényeiben (amely a világ egyetlen ötrészes trilógiája), videójátékában, továbbá mozifilmben és televíziós sorozatban is szerepel.

## Jellemzői
Az Útikalauz szerint: 
„Magától értetődik, hogy a Vogon költészet a harmadik legrosszabb a világegyetemben. A második legrosszabb Kria Azgótjaié. Amikor az Azgót Költők Nagymestere, Dagályos Morrogh előadta Óda a Kis Csomó Zöld Dagadékhoz, Melyet A Hónom Alatt Leltem Egy Nyári Reggelen című poémáját, a hallgatóságból négyen a helyszínen kimúltak belső vérzés következtében, és a Közép-Galaktikus Művészet-Manipuláló Tanács elnöke is csak úgy menekült meg, hogy lerágta a saját lábát. Morrogh, mint jelentették, »csalódottan értesült« a költemény fogadtatásáról, és Kedvenc Fürdőszobai Gargarizálásaim című, tizenkét kötetes eposzának felolvasására készült, amikor is a saját vastagbele elkeseredett gesztusra szánta el magát az élet és a civilizáció védelmében. Egyenesen keresztülszökkent Morrogh nyakán, és kiszorította agyából a szuszt. A világ legrosszabb költészete megsemmisült alkotójával, a redbridge-i Paul Neil Milne Johnstone-nal együtt, amikor a Föld bolygó megsemmisült. A Vogon költészet ezekhez képest enyhe.”
A vogon költészetet hallgatni megfelel egy inkvizíciós vallatásnak, mint azt Arthur Dent és Ford Prefect tapasztalta, amikor a vogon kapitány versét kellett meghallgatniuk azelőtt, hogy kidobták őket a zsilipkapun át a világűrbe.
Részlet:
Ó, pirsönő morgolosta
Vizelevényeid mint a
többözös rejtjeméh hátán a szederjes gennyekély.
Huss, fohászom száll feléd
kedvelátos zümmögényem!
Abroncskodón körbesarj suhogó pettyeleveddel,
mert szétmarcangolom takonybibircsókjaidat
pacagánycsökömmel, meglásd!
Prostatikus Vogon Jeltz, vogon tisztviselő
A Galaxis útikalauz stopposoknak-művekben egy vogon vers hangzik el. Egy második Neil Gaiman Don't Panic: The Official Hitchhiker's Guide to the Galaxy Companion című könyvének mellékletében olvasható, a következő a második rádiójátékban, majd a negyedik a regénysorozat Eoin Colfer által írt Ja, és még valami... című hatodik részében.